# Марко Вујачић
Марко Вујачић (Растовац, код Никшића, 14. јануар 1889 — Никшић, 2. октобар 1974) био је црногорски и југословенски политичар и књижевник, учесник Балканских ратова, Првог светског рата и Народноослободилачке борбе. Од 1943. до 1945. био је потпредседник АВНОЈ-а, а од 1945. до 1953. потпредседник Президијума Народне скупштине ФНРЈ.

## Биографија
Рођен је 14. јануара 1889. у селу Растовац, код Никшића, у породици Андрије Машанова. Од најранијег детињства, од оца и његови ратних другова, слушао је приче о црногорско-турским ратовима, које су биле надахнуте појмовима о чојству, јунаштву, поштењу, поносу, љубави према земљи и људима.
Године 1907. укљуио се у политику на страни либералне Народне странке, која се залагала за демократизацију Књажевине Црне Горе и за уједињење са Србијом. Услед неповољне политичке климе, морао се 1910, са групом другова, преселити у Београд, где је завршио Трговачку академију.
Након почетка Првог балканског рата, 1912. краљ Никола дао је амнестију свим политичким избеглицама, па се Вујачић вратио у Краљевину Црну Гору и као војник учествовао у оба Балканска рата, а након њих и у Првом светском рату. Након аустроуграске окупације Црне Горе, од јуна 1916. до октобра 1918. налазио се у заробљеништву у Мађарској, у логорима Болдогасоњ и Нежидер. Након изласка из заробљеништва, боравио је у Будимпешти, где је имао прилику да упозна мађарског комунистичког револуционара Белу Куна.
Након повратка у новоформирану Краљевину Срба, Хрвата и Словенаца, где је од 1919. до 1923. радио као референт Министарства финансија за Црну Гору у Београду. Године 1923. прикључио се Земљорадничкој странци, након чега је радио на њеној организацији на подручју Црне Горе, Боке которске, Санџака и Метохије. Од 1924. до Другог светског рата, био је члан Главног одбора Земљорадничке странке у Београду. Године 1927. је биран за посланика Обласне скупштине на Цетињу, а 1937. је именован за члана Сената Краљевине Југославије.
Још у међуратном раздобљу се повезао са члановима тада илегалне Комунистичке партије Југославије (КПЈ). Када је 11. септембра 1938. отварана железничка пруга Никшић—Билећа, коју је требало да отовори председник Владе Милан Стојадиновић, опозиционе странке су организовале масован народни збор којим су онемогућиле Стојадиновића да говори. Као наордни посланик, Вујачић је на предлог неких чланова КПЈ, одређен за говорника који се обратио окупљеној маси која је протествовала против експлоатације, социјалног и националног угњетавања.
Почетак Априлског рата и шестоаприлско бомбардовање, 1941. затекли су га у Београду, одкале се одмах упутио у Никшић, где га је затекла окупација Југославије. Након повезивања са члановима Комунистичке партије, укључио се у организовање Тринаестојулског устанка у никшићком крају. Након слома устанка, радио је на јачању Народноослободилачког покрета (НОП), а фебруара 1942. радио је на организовању Острошке скупштине црногорских и бокељских родољуба.
Новембра 1943. био је изабран за члана Иницијативног одбора за сазив скупштине ЗАВНО Црне Горе и Боке. Као већник АВНОЈ-а, био је изабран за једног од његових потпредседника на Другом заседању.
После рата, 1945. и 1949. године био је биран за народног посланика Народне скупштине ФНРЈ, а до 1953. био је потпредседник Президијума Народне скупштине ФНРЈ.
Умро је 2. октобра 1974. године у Никшићу.

## Одликовања
Пре Другог светског рата је одликован следећим одликовањима:
- Медаља за храброст
- Орден југословенске круне
- Орден Светог Саве

Након Другог светског рата одликован је следећим одликовањима:
- Орден народног ослобођења
- Орден југословенске звезде другог реда
- Орден заслуга за народ првог реда
- Орден братства и јединства првог реда
- Партизанска споменица 1941.

## Дела
Објавио је следеће књиге:
- Знаменити црногорски и херцеговачки јунаци I—IV, 1950—1958.
- Знамените Црногорке, 1962.
- Војвода Мирко Петровић, 1969.